# Carlo Salvioni
Carlo Salvioni (Bellinzona, 3 marzo 1858 – Milano, 20 ottobre 1920) è stato un linguista e glottologo svizzero, difensore dell'italianità della Svizzera italiana.

## Biografia
Nacque in Svizzera, nella capitale del Canton Ticino, dove il padre tipografo gestiva anche una libreria. Durante gli studi ginnasiali e liceali a Lugano, frequentò giovani anarchici come Michele Bakunin. Dopo aver interrotto anzitempo sia gli studi liceali, sia quelli universitari di Medicina a Basilea, nel 1878 si trasferì in Germania per iscriversi all'università di Lipsia, «una delle capitali della glottologia del tempo». Qui i suoi studi di linguistica, improntati alla scuola dei neogrammatici, si svolsero con regolarità e profondità d'impegno per la durata di cinque anni, dal 1878 al 1883. Essi tuttavia non esclusero gli interessi politici del Salvioni, che si espressero nell'area del socialismo tedesco.
Nel 1880, durante il suo soggiorno a Lipsia, conobbe il grande glottologo italiano Graziadio Isaia Ascoli e da tale incontro nacque il suo interesse per la dialettologia italiana, che avrebbe riempito l'intera sua vita di studioso. La sua tesi di laurea, dal titolo Fonetica del dialetto moderno della città di Milano, fu pubblicata in volume nel 1884 e rappresentò il suo primo importante contributo alla ricerca sui dialetti, soprattutto lombardi, piemontesi e veneti, ma anche meridionali e insulari. Di natura alquanto dispersiva, Salvioni lasciò incompiuti alcuni progetti importanti, come l'edizione del suo amatissimo Carlo Porta, il Vocabolario etimologico italiano ed altre opere.
Conseguito il dottorato nel 1883, due anni dopo ottenne la libera docenza a Torino e fu poi professore ordinario all'Università degli Studi di Pavia, fino al 1902. In quell'anno, dopo aver diretto la prestigiosa rivista «Archivio glottologico italiano», fu successore dell'Ascoli all'Accademia scientifico-letteraria di Milano. Nel 1907 fondò il Vocabolario dei dialetti della Svizzera italiana, al quale attese fino agli ultimi giorni di vita, con la collaborazione del suo allievo Clemente Merlo.
Allo scoppio della prima guerra mondiale, la sua vita privata fu segnata da due gravissimi lutti. I suoi due figli Ferruccio ed Enrico, infatti, morirono entrambi durante il conflitto, a distanza di qualche mese, dopo essersi arruolati nell'esercito italiano come volontari.. Nell'ottobre del 1920, Salvioni attendeva alla preparazione di un libro in memoria dei figli caduti in guerra, quando morì d'improvviso all'età di 62 anni.

## Fondamenti metodologici
«La favella è insieme spirito e materia, risulta da fattori psichici e da fattori fisici». Era questo uno dei principi enunciati da Carlo Salvioni nel discorso inaugurale dell'anno accademico 1905-1906 dell'Accademia scientifico-letteraria di Milano. Dei due fattori indicati, solo quello fisico «determina l'evoluzione dei suoni e può e deve essere studiato scientificamente, sul fondamento del carattere assoluto delle leggi fonetiche».
Il suo radicato orientamento neogrammatico contrastava, peraltro, con i principi linguistici predominanti al suo tempo e nettamente contrari alle leggi fonetiche. A tali principi predominanti finì per aderire, al contrario di Salvioni, persino il suo grande amico Ernesto Giacomo Parodi.
Tale isolamento, peraltro relativo, nel dibattito linguistico del suo tempo, non diminuisce l'importanza del contributo dei suoi studi, il cui valore fu riconosciuto, dopo alcuni decenni, anche da critici attenti al dato linguistico dei testi, come Gianfranco Contini, il quale ebbe a rimarcare le spiccate qualità dello studioso, anche in rapporto al clima culturale del suo tempo.

## Omaggi
- Nel 2008 il Centro di dialettologia e di etnografia di Bellinzona ha organizzato un convegno per il 150º della nascita di Carlo Salvioni e per il centenario della fondazione del Vocabolario dei dialetti della Svizzera italiana[10][11].
- Anche una via del centro di Bellinzona è dedicata a Salvioni[12].

## Opere
- Fonetica del dialetto moderno della città di Milano. Saggio linguistico, Torino, Ermanno Loescher, 1884.
- Lamentazione metrica sulla Passione di N. S. in antico dialetto pedemontano, Torino, Vincenzo Bona, 1889.
- Illustrazioni linguistiche e lessico alle Rime di B. Cavassico, 2 voll., Bologna, Romagnoli Dall'Acqua, 1893-1894.
- Dell'antico dialetto pavese, Pavia, Tip. F.lli Fusi, 1902.
- Appunti sull'antico e moderno lucchese, in «Archivio», XVI, 1905.
- Di qualche criterio dell'indagine etimologica, in «Annuario dell'Accademia di scienze e lettere», Milano, 1905-1906, pp. 17–41.
- Per la fonetica e la morfologia delle parlate meridionali d'Italia, in «Studi dell'Accademia scientifico-letteraria di Milano», 1913, pp. 79–113.
- Osservazioni sull'antico vocalismo milanese desunto dal metro e dalla rima del Codice berlinese di Bonvesin da Riva, in Miscellanea in onore di Pio Rajna, Firenze, Tipografia Ariani, 1911.